# Tanquana
Tanquana ist eine Pflanzengattung aus der Familie der Mittagsblumengewächse (Aizoaceae). Der botanische Name verweist auf die Tanqua-Karoo, das Hauptverbreitungsgebiet der Pflanzen.

## Beschreibung
Die Pflanzen der Gattung Tanquana wachsen kompakt und können in den Boden eingesenkt sein. Sie können nicht verzweigt (Tanquana hilmarii) oder verzweigt sein und überdauern während der Ruhephase mit einem einzelnen Blattpaar. Die dicken Laubblätter eines Blattpaares sind ungleich und enden in gerundeten Spitzen. Sie weisen eine glatte, leuchtend grüne bis purpurfarben Oberfläche auf. Durch die unterhalb der kristallfreien äußeren Epidermiswand befindlichen Idioblasten, das sind Pflanzenzellen die sich in der Form deutlich von den umgebenden Zellen unterscheiden, sehen die Blätter getüpfelt aus.
Die Blüte steht einzeln über den Hochblättern. Der Kelch ist vier- bis fünfzipflig. Ihre 30 bis 70 Kronblätter sind gelb gefärbt. Die Staubblätter sind an der Basis papillös. In ihrer Heimat reicht die Blütezeit von ungefähr April bis Mai. Die stark duftenden Blüten öffnen sich am Nachmittag und schließen sich am Abend wieder.
Die hellbraunen, an der Basis trichterförmigen Früchte erreichen einen Durchmesser von bis zu 10 Millimeter und ähneln denen der Gattung  Titanopsis. Die neun- bis zehnfächrigen Kapseln besitzen winzige endokarpe Schließkörper. Die hellbraunen Samen sind weniger als 1 Millimeter lang. Ihre äußere Samenschale (Testa) weist etwas erhabene Zellen auf.

## Systematik und Verbreitung
Das Verbreitungsgebiet der Gattung Tanquana liegt im mittleren Teil der südafrikanischen Provinz Westkap. Es erstreckt sich über die Tanqua-Karoo und Große Karoo bis in den Süden der Kleinen Karoo bei Laingsburg. Die Pflanzen wachsen auf Dwyka- und Ecca-Schiefer in der Nähe der südöstlichen Grenze des Winterregengebietes bei einer jährlichen Niederschlagsmenge von weniger als 200 Millimeter.
Die Erstbeschreibung wurde 1986 von Heidrun Hartmann und Sigrid Liede vorgenommen. Die Typusart ist Tanquana archeri. Nach Hartmann (2017) umfasst die Gattung folgende Arten:
- Tanquana archeri (L.Bolus) H.E.K.Hartmann & Liede
- Tanquana hilmarii (L.Bolus) H.E.K.Hartmann & Liede
- Tanquana prismatica (Schwantes) H.E.K.Hartmann & Liede

Die Gattung Tanquana wird häufig noch als Bestandteil der Gattung Pleiospilos angesehen. Sie unterscheiden sich von der Gattung Pleiospilos durch die nicht gekielte Blätter und die viel kleineren, an der Endfläche konvexen, Samenkapseln nur winzige Schließkörper besitzen.
Tanquana hilmarii kann leicht für eine Art der Gattung Lithops gehalten werden und wurde durch ihren Entdecker Hilmar Lückhoff auch zunächst mit dieser Gattung in Verbindung gebracht.

## Nachweise